# Гараджаєв Джейхун Ясин огли
Гараджаєв Джейхун Ясин огли (Джейхун Гараджаєв, азерб. Qaracayev Ceyhun, нар. 20 червня 1965, Баку) — науковець Одеської школи права, доктор юридичних наук (2017), доцент (2006), суддя Конституційного Суду Азербайджанської Республіки (червень 2010 — червень 2025), член Міжнародного комітету запобігання катуванням (грудень 2015 — грудень 2019), доцент кафедри конституційного права Бакинського державного університету.

## Біографія
20 червня 1965 року народився в місті Баку.
У 1982 році свою трудову діяльність розпочав з посади секретаря судового засідання Бакинського міського суду.
У 1987 році вступив на юридичний факультет Одеського державного університету імені І. І. Мечникова, а в 1990 році перевівся на юридичний факультет Бакинського державного університету, який закінчив у 1993 році. Згодом продовжив свою науково-дослідницьку діяльність в аспірантурі Одеської державної юридичної академії і потім у тій же академії працював викладачем (асистентом і доцентом) на кафедрі конституційного права.
14 березня 1998 року Дж. Я. Гараджаєв захистив дисертацію на здобуття наукового ступеня кандидата юридичних наук за спеціальністю 12.00.02 «конституційне право» в Одеській державній юридичній академії на тему «Конституційні права і свободи людини та громадянина в країнах Співдружності Незалежних Держав і міжнародно-правові стандарти (на матеріалах України, Росії, Азербайджану)». Науковим керівником був доктор юридичних наук, професор, заслужений діяч науки і техніки України, завідувач кафедри конституційного і міжнародного права Одеської державної юридичної академії Орзіх Марко Пилипович, а офіційними опонентами — доктор юридичних наук, професор, завідувач Львівської лабораторії прав людини Академії правових наук України, професор кафедри теорії і історії держави та права юридичного факультету Львівського державного університету ім. І. Франка Рабінович Петро Мойсейович та кандидат юридичних наук, доцент, народний депутат України, голова підкомітету з питань судової реформи Верховної Ради України Шишкін Віктор Іванович.
З 1999 року в різних вищих навчальних закладах Азербайджанської Республіки викладав курси з конституційного права та прав людини. Станом на 2017 рік за суміщенням на 0,5 ставки працює на посаді доцента кафедри конституційного права Бакинського державного університету. 28 березня 2006 року одержав вчене звання доцента.
У 2002 році брав участь як національний експерт у складанні Звіту про відповідність правової системи Азербайджанської Республіки Європейській конвенції про захист прав і основних свобод людини.
У 2004—2007 роках продовжив освіту в докторантурі на кафедрі конституційного права Одеської національної юридичної академії.
З 2006 року працював на посаді експерта в Комітеті правової політики та державного будівництва Міллі Меджлісу Азербайджанської Республіки, а з 2008 року на посаді заступника начальника відділу законодавства у сфері державного будівництва Апарату парламенту Азербайджану.
22 червня 2010 року Міллі Меджліс Азербайджану більшістю голосів депутатів (103 голоси «за» при необхідних принаймні 63) затвердив подану президентом кандидатуру Джейхуна Гараджаєва на посаду судді Конституційного суду Азербайджану строком на 15 років. Того ж дня Дж. Я. Гараджаєв склав присягу у залі засідань Міллі Меджлісу.
З 19 грудня 2015 року є членом Міжнародного комітету запобігання катуванням строком на 4 роки.
15 вересня 2017 року Дж. Я. Гараджаєв захистив дисертацію на здобуття наукового ступеня доктора юридичних наук за спеціальністю 12.00.02 «конституційне право; муніципальне право» у Національному університеті «Одеська юридична академія» на тему «Конституційний Суд Азербайджанської Республіки: теорія та практика», присвячену дослідженню конституційного статусу Конституційного Суду Азербайджанської Республіки та перспективам його вдосконалення із застосуванням досвіду Суду ЄС. Офіційними опонентами були: доктор юридичних наук, професор, завідувач кафедри конституційного права та порівняльного правознавства Ужгородського національного університету Бисага Юрій Михайлович, доктор юридичних наук, професор, професор кафедри державного будівництва Національного юридичного університету імені Ярослава Мудрого Любченко Павло Миколайович, доктор юридичних наук, доцент, завідувач кафедри правосуддя Чернівецького національного університету імені Юрія Федьковича Щербанюк Оксана Володимирівна.

## Наукова діяльність
Дж. Я. Гараджаєв виявив й обґрунтував, що:
1. наразі встановлені в Основному Законі АР кваліфікаційні вимоги до кандидатів на посади суддів Конституційного Суду є чіткими і недвозначними. Такі оціночні критерії, як бездоганна репутація, рекомендовано вважати факультативними і враховувати в процесі відбору кандидатів на посади суддів Конституційного Суду АР;
2. для подальшого вдосконалення попереднього відбору кандидатів на посади суддів Конституційного Суду АР рекомендована позитивна непряма рецепція відповідного досвіду Суду ЄС в частині створення Комітету експертів при Президентові АР;
3. з метою підвищення рівня незалежності суддів Конституційного Суду АР сформульована пропозиція замінити обрання їх на 15-річний термін обранням довічно;
4. рекомендована пряма рецепція досвіду Суду ЄС в частині включення до складу Конституційного Суду АР генеральних адвокатів, основною функцією яких буде подання висновків у справах певного виду, що розглядаються Конституційним Судом АР. Розподіл справ між генеральними адвокатами запропоновано покласти на Голову Конституційного Суду АР. На підставі порівняння кількості суддів з кількістю генеральних адвокатів у Суді ЄС сформульовано пропозицію про створення в Конституційному Суді АР чотирьох вакансій генеральних адвокатів;
5. доцільно закріпити до кандидатів на посади генеральних адвокатів Конституційного Суду АР вимоги, аналогічні вимогам до кандидатів на посади суддів Конституційного Суду АР;
6. доцільно встановити порядок формування корпусу генеральних адвокатів Конституційного Суду АР, аналогічний порядку формування суддівського корпусу досліджуваного органу;
7. доцільно встановити однаковий термін повноважень для суддів і для генеральних адвокатів Конституційного Суду АР — довічне заняття посади до досягнення граничного віку перебування на ній (70 років);
8. з урахуванням досвіду Суду ЄС сформульовано пропозицію про доцільність скорочення в Законі АР «Про Конституційний Суд» кількості норм процесуального характеру з тим, щоб регламентацію своєї діяльності здійснював Конституційний Суд АР на рівні свого Внутрішнього Статуту (Регламенту); розроблено відповідні зміни до Закону АР «Про Конституційний Суд»;
9. На підставі досвіду Суду ЄС аргументована доцільність передачі Верховному Суду АР повноважень щодо тлумачення законів та інших нормативних актів з тим, щоб Конституційний Суд АР здійснював офіційне тлумачення лише норм Основного Закону АР[8]

## Основні науковці праці
Монографія, підручники та посібники
1. Гараджаев Д. Конституционный Суд Азербайджанской Республики: теория и практика: монография. — Одесса: Издат. дом «Гельветика», 2016. — 400 с. (Рецензії на монографію: Батанов А. В. Концептуальные проблемы формирования и осуществления конституционного контроля в Азербайджанской Республике // Прикарпат. юрид. вісник. — 2016. — Вип. 6. — С. 199—200; Васильченко О. П. Конституционный контроль: опыт Азербайджанской Республики // Наук. вісник Міжнар. гуманітар. ун-ту. — 2016. — № 24. — С. 150).
2. Гараджаев Д. Я. Конституционное право Азербайджанской Республики // Конституционное право зарубежных стран: учебник / Н. В. Мишина, А. Р. Крусян, Д. Я. Гараджаев [и др.]. — Х. : Право, 2015. — С. 496—528.
3. Гараджаєв Д. Я. Конституційне право Азербайджанської Республіки // Конституційне право зарубіжних країн / за ред. Н. В. Мішиної, В. О. Міхальова. — Дніпропетровськ: Середняк ТК, 2014. — Т. 2 : Особлива частина. — С. 4-29.
4. Гараджаев Д. Я. Права человека в Азербайджанской Республике: учеб.-метод. пособие. — Баку, 2002. — 72 с.
5. Qaracayev C.Y. Azərbaycan Respublikasında İnsan Hüquqları. Tədrismetodik vəsait. — Bakı, 2002. — 70 s.

Статті в наукових фахових виданнях України
1. Гараджаев Д. Я. Функционально-компетенционные характеристики органов конституционного контроля // Наук. вісник Ін-ту законодавства Верховної Ради України. — 2017. — № 1. — С. 35-47.
2. Гараджаев Д. Я. Реформирование места Конституционного Суда в системе органов государственной власти Азербайджанской Республики: опыт Суда ЕС [Архівовано 22 вересня 2017 у Wayback Machine.] // Юрид. наук. електр. журн. — 2017. — № 1. — С. 26-29.
3. Гараджаев Д. Я. Процессуальные гарантии независимости судей Конституционного Суда Азербайджанской Республики и Суда Европейского Союза // Вісник Південного регіонального центру Нац. акад. правових наук України. — 2017. — № 10. — С. 53-60.
4. Гараджаев Д. Я. Права и обязанности судей Конституционного Суда Азербайджанской Республики и Суда Европейского Союза как элемент их статуса // Прикарпат. юрид. вісник. — 2016. — Вип. 6. — С. 36-39.
5. Гараджаев Д. Я. К вопросу о «Конституции» Европейского Союза // Прикарпат. юрид. вісник. — 2016. — Вип. 1. — С. 33-36.
6. Гараджаев Д. Я. Методология сравнительных исследований органов конституционного правосудия // Конституційно-правові акад. студії. — 2016. — № 1. — С. 100—108.
7. Гараджаев Д. Я. О предпосылках использования сравнительного метода в конституционно-правовых исследованиях // Прикарпат. юрид. вісник. — 2016. — Вип. 4. — С. 23-27.
8. Гараджаев Д. Я. Отбор кандидатов в судьи Конституционного Суда Азербайджанской Республики и Суда Европейского Союза: сравнительный анализ // Вісник Маріуп. держ. ун-ту. Серія: Право. — 2016. — № 2. — С. 56-68.
9. Гараджаев Д. Я. К вопросу о возрастном цензе для судей конституционных судов (на материалах Конституционного Суда Азербайджанской Республики) // Порівняльне аналітичне право. — 2016. — № 3. — С. 53-56.
10. Гараджаев Д. Я. Место Конституционного Суда в системе органов государственной власти Азербайджанской Республики [Архівовано 22 вересня 2017 у Wayback Machine.] // Юрид. наук. електр. журн. — 2016. — № 6. — С. 42-45.
11. Гараджаев Д. Я. Конституционный контроль в обеспечении принципа правовой определенности // Юрид. вестник. — 2015. — № 3. — С. 253—259.
12. Гараджаев Д. Я. Конституционный контроль в системе конституционализма // Юрид. вестник. — 2015. — № 4. — С. 40-45.
13. Гараджаев Д. Я. К вопросу о правовом статусе конституционных судов // Наук. вісник Міжнар. гуманітар. ун-ту. — 2015. — № 18, т. 1. — С. 38-40.
14. Гараджаєв Д. Я. До питання про зміни та доповнення до Конституції: досвід Азербайджанської Республіки // Правничий часопис Донецьк. ун-ту. — 2015. — № 1/2. — С. 84-90.
15. Гараджаев Д. Я. Право на свободу совести и религии: проблемы правового ограничения в свете европейских стандартов // Актуальні проблеми політики: зб. наук. пр. — 2007. — С. 148—156.
16. Гараджаев Д. Я. Проблема ограничения права на частную жизнь в сфере обеспечения национальной безопасности // Сб. науч. тр. НАН Украины. — 2007. — № 38. — С. 272—279.
17. Гараджаев Д. Я. Национальная безопасность и пределы ограничения прав человека // Юрид. вестник. — 2006. — № 2. — С. 78-83.
18. Гараджаев Д. Я. Гарантии защиты конституционных прав и свобод человека и гражданина при обеспечении национальной безопасности государства // Юрид. вестник. — 2006. — № 4. — С. 115—122.
19. Гараджаев Д. Я. Контрольно-надзорный механизм в системе защиты прав и свобод человека и гражданина (на материалах Украины, России, Азербайджана) // Юрид. вестник. — 2004. — № 1. — С.75-81.
20. Гараджаев Д. Я. Конституционный запрет пыток в правовой системе Азербайджана // Юрид. вестник. — 2004. — № 4. — С. 68-74.
21. Гараджаев Д. Я. Реализация международных стандартов прав человека в правовой системе Украины. Круглый стол в редакции: Всеобщая декларация прав человека и Украина (материалы обсуждения) // Юрид. вестник. — 1999. — № 1. — С. 73-74.
22. Гараджаев Д. Я. Человек и гражданин в системе конституционализма // Актуальные проблемы гос. и права. — 1999. — Вып. 6, ч. 1. — С. 172—179.

Статті в зарубіжних виданнях та виданнях України, включених до міжнародних науково-метричних баз
1. Гараджаев Д. Я. Должностные лица Конституционного Суда Азербайджанской Республики и Суда Европейского Союза // Legea Si Viata. — 2017. — № 3. — С. 32-35.
2. Qaracayev C.Y. Azerbaijan constitution court's role in protecting democracy: lessons from the EU // Молодий вчений. — 2016. — № 12. — С. 567—570.
3. Гараджаев Д. Я. Суд справедливости в конституционно-правовых исследованиях // Молодий вчений. — 2015. — № 12(3). — С. 72-75.
4. Qaracayev C.Y. İnsan hüquqlarının təminatında məhkəmə konstitusionalizmi / C.Y. Qaracayev // Polis Akademiyasının elmi xəbərləri. — 2012. — № 4. — S. 27-30.
5. Гараджаев Д. Я. Конституционализация правовой системы с целью обеспечения принципа пропорциональности // Azərbaycan Respublikası Konstitusiya Məhkəməsinin Məlumatı. — 2012. — № 3. — S. 97-100.
6. Qaracayev C.Y. Formation of the institute of special opinion in the practice of the constitutional court of the Azerbaijan Republic // Constitutional law review. Georgia. — 2011. — № 4. — P. 131—133.
7. Гараджаев Д. Я. Формирование института особого мнения в практике Конституционного Суда Азербайджанской Республики // Azərbaycan Respublikası Konstitusiya Məhkəməsinin məlumatı. — 2010. — № 3. — С. 117—119.
8. Гараджаев Д. Я. Гарантия прав человека в процессе конституционных реформ в Азербайджане // Azərbaycan Respublikası Konstitusiya Məhkəməsinin məlumatı. — 2010. — № 4. — С. 123—128.
9. Гараджаев Д. Я. Конституционно-правовые особенности системы обеспечения национальной безопасности // Diplomatiya və hüquq-NATO. — 2008. — № 3. — S. 6-11.
10. Гараджаев Д. Я. Ограничение конституционных прав и свобод человека в целях защиты основ конституционного строя и обеспечения национальной безопасности // Вестник Межпарламент. Ассамблеи СНГ. — 2007. — № 3. — С. 223—231.
11. Гараджаев Д. Я. Конституционные пределы ограничения права на личную неприкосновенность в свете Европейской Конвенции о защите прав человека и основных свобод // Междунар. право и проблемы интеграции: науч.-аналит. и практ. журн. — 2007. — № 2 (10). — С. 50-57.
12. Гараджаев Д. Я. Конституционные гарантии права человека на труд в Азербайджане и пределы его ограничения // Междунар. право и проблемы интеграции: науч.-аналит. и практ. журн. — 2006. — № 2 (06). — С. 38-46.
13. Qaracayev C.Y. İnsan hüquqları əsas prinsipləri // Qanunçuluq. — 2006. — № 1. — S. 36-40.
14. Qaracayev C.Y. Azərbaycan Respublikasında milli təhlükəsizliyin konstitusion-hüquqi vəziyyəti // Qanunçuluq. — 2003. — № 3. — S. 26-30.
15. Гараджаев Д. Я. Обеспечение международных стандартов в сфере прав человека и гражданина в правовой системе Азербайджана (часть первая) // Возрождение — XXI век / ИГСМО АН Азербайджана. — 2000. — № 4. — С. 26-37.
16. Гараджаев Д. Я. Обеспечение международных стандартов в сфере прав человека и гражданина в правовой системе Азербайджана (часть вторая) // Возрождение — XXI век / ИГСМО АН Азербайджана. — 2000. — № 5. — С. 58-64.
17. Qaracayev C.Y. İnsan Hüquqları və onun təminatında prokurorluğun rolu // Hüquqi dövlət və qanun. — 2000. — № 7-8. — S. 47-49.
18. Гараджаев Д. Я. Обеспечение прав человека в Азербайджанской Республике органами прокуратуры // Возрождение — XXI век / ИГСМО АН Азербайджана. — 2000. — № 10. — С. 36-42.
19. Гараджаев Д. Я. Новая методика преподавания права в Азербайджане // Qanun. — 1999. — № 11-12. — С. 42‑43.
20. Qaracayev C.Y. Klinik hüquqi təhsil // Hüquqi dövlət və qanun. — 1999. — № 9. — S. 55.